# Pedro Tomás (santo)
San Pedro Tomás (Salas de Belvés, Perigord, Aquitania, hoy Dordoña, 1305 - Famagusta, Chipre, 6 de enero de 1366) fue un carmelita, arzobispo de Creta y patriarca latino de Constantinopla. Es venerado como santo por la Iglesia católica.

## Biografía
Nació, según se cree por las vidas antiguas en Salimaso de Thomas, en la diócesis de Sarlat, que quizás en Lebreil, parte del municipio de Salas de Belvés (Dordonya). Su padre era granjero; marchó a estudiar a Monpazier, viviendo de la caridad y enseñando a otros más jóvenes. Fue a Agen y volvió a Monpazier en 1325. Atraído por la Orden del Carmelo, estudió un año en Leitora y, a los 21 años, ingresó en la orden, haciendo el noviciado en Condom o Bergerac. 
Profesó en Bergerac y estudió dos años, pasando después a Agen y Bordeos. Enseñó lógica y filosofía en Albi. También impartió clases en París. Volvió a Aquitania en 1345, cuando fue elegido procurador general de la orden; después de acabar los estudios de teología en París, donde obtuvo el grado de maestro en 1348, volvió en la corte del papa Clemente VI, en  Aviñón, e hizo la oración fúnebre en su funeral. Conocido por su habilidad diplomática y su oratoria, ayudó a los siguientes papas como representante suyo, intentando resolver conflictos entre reyes cristianos, la unificación de la Iglesias católica con las Iglesias ortodoxas y la unión para combatir contra los musulmanes.
Fue delegado papal en negociaciones con Génova (1352, para conseguir la paz con Venecia), Milán y Venecia. En 1354 fue nombrado obispo de Patti y Lipari, recibió la ordenación episcopal del cardenal Guy de Boloña y representó el papa en la coronación de Carlos IV de Luxemburgo como rey de Italia en Milán. En Serbia, en 1356, intentó calmar el conflicto entre Venecia y Hungría. 
Entre 1357 y 1359 fue enviado a Constantinopla donde recibió el apoyo de nobles y del mismo Juan V Paleólogo para la unificación de la Iglesias de Oriente y Occidente. Fue a Chipre Y emprendió con un peregrinaje en Tierra Santa, volviendo después a Sicilia y a Chipre. En 1359 fue enviado con las tropas como Delegado Universal a la Iglesia de Oriente y nombrado obispo de Corinto, con la misión de combatir a los turcos como aliado con Venecia, Chipre y los caballeros de la Orden de Malta. En Chipre, coronó a Pedro I de Chipre como rey de Jerusalén. 

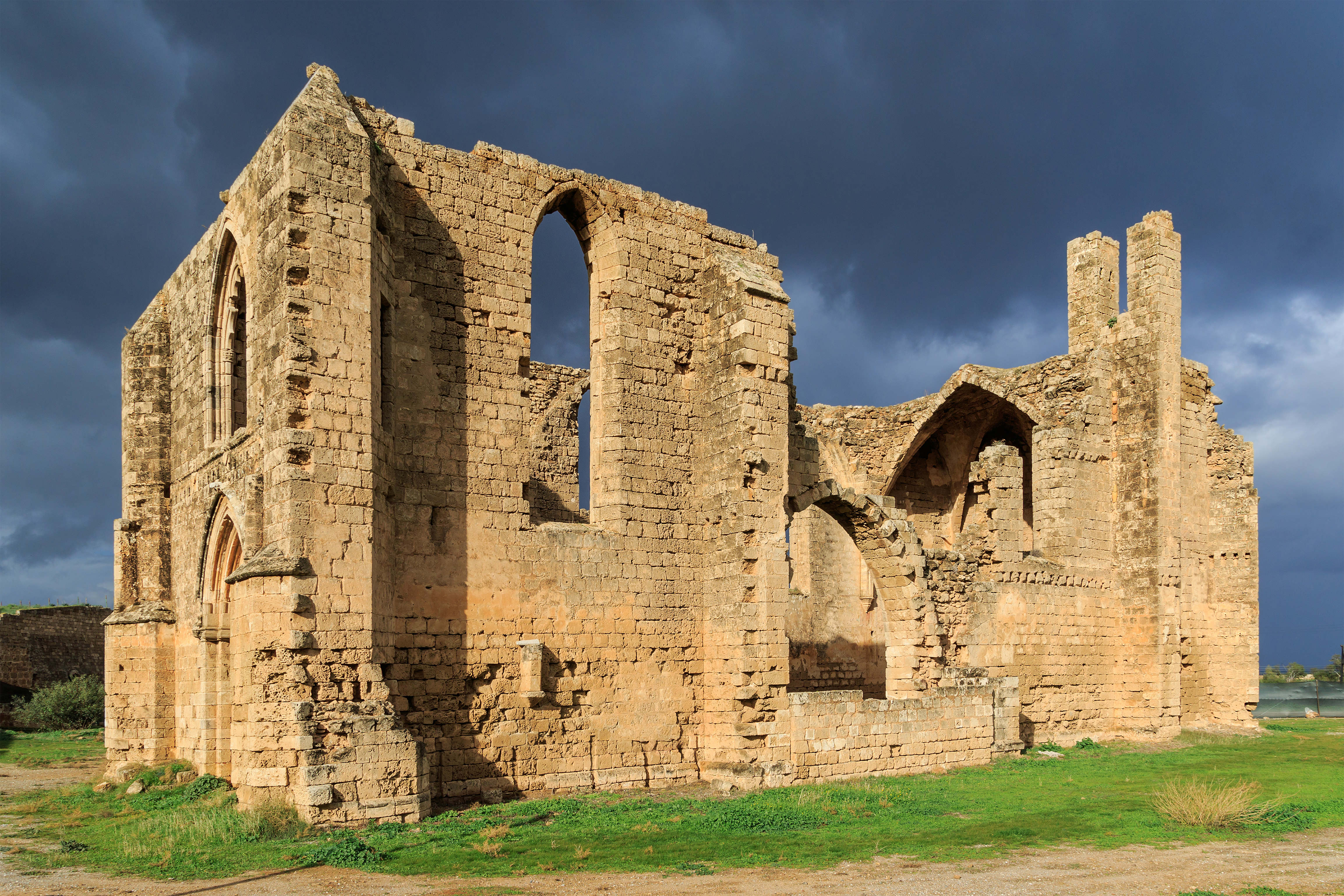
Ruinas del convento carmelita de Famagusta.

Concibió la idea de una nueva cruzada y se marchó para pedir ayuda a occidente, aprovechando para poner la paz en un conflicto entre Milán y Roma. El 6 de marzo de 1363 fue nombrado arzobispo de Creta y el 5 de julio de 1364, Patriarca Latino de Constantinopla (era un título simbólico, sin sede residencial) y legado papal de Urbano V, sucediendo al cardenal Talleyrand. Ese mismo año fue cofundador de la Facultad de Teología de la Universidad de Bolonia. Se preocupó en consolidar la paz entre los reyes cristianos y de trabajar por la unión de las iglesias, convirtiéndose en un precursor del ecumenismo. Entre sus misiones diplomáticas, llevó una vida austera y modélica, preocupado por la evangelización de los pueblos y la caridad hacia los necesitados.
Con Pedro I de Chipre, participó en la cruzada contra Alejandría de octubre de 1365, que fue tomada pero inmediatamente abandonada, por miedo a un contraataque turco. La tradición dice que en uno de los asaltos, el obispo fue herido con una flecha y murió en Chipre tres meses después, el 6 de enero de 1366. Por eso era tenido como mártir. En realidad, volvió a Famagusta sano y salvo pero mientras preparaba un viaje hacia Roma, enfermó de un catarro y murió en el convento carmelita de la ciudad.
Se le atribuye el tratado De Immaculata Conceptionis y cuatro volúmenes de sermones.

## Veneración
Pronto se habló de milagros de su tumba, en el convento carmelita de Famagusta, y de una claridad que envolvía su cadáver expuesto al público en su funeral. El mayo de 1366 se encontró que el cuerpo estaba incorrupto y Pedro de Chipre pidió su canonización a Urbano V. El papa prohibió el traslado del cuerpo del obispo durante diez años, aunque este había dispuesto que su cuerpo fuese trasladado a Bergerac. Poco después, Philippe de Mézières escribió su vida, base de la posterior hagiografía.
La conquista turca de Chipre en 1571 y el terremoto de 1753 acabaron con el rastro del santo en Chipre. En 1609, la Santa Sede autorizó la festividad de Pedro Tomás entre los carmelitas, que fue confirmado por Urbano VIII en 1628; formalmente no ha sido canonizado. En Lebreil se levantó una capilla sobre la casa donde se cree que nació, pero fue derribada durante la Revolución Francesa. Se restauró en 1895 como santuario en su memoria.